# Richard Hamming
Richard Wesley Hamming (ur. 11 lutego 1915 w Chicago, zm. 7 stycznia 1998 w Monterey w stanie Kalifornia) – matematyk amerykański, którego prace wywarły istotny wpływ na nauki komputerowe i telekomunikację.

## Życiorys
Stopień bakałarza zdobył w 1937 r. w University of Chicago, stopień magistra w 1939 r. w University of Nebraska, w 1942 r. doktorat w University of Illinois w Urbana-Champaign. Był profesorem w University of Louisville, skąd odszedł do pracy nad Projektem Manhattan (projekt budowy bomby atomowej), gdzie pracował nad metodami programowania kalkulatorów elektronicznych do rozwiązywania układów równań sformułowanych przez fizyków pracujących przy projekcie. Wynikiem badań było m.in. stwierdzenie, że wskutek wybuchu bomby atomowej nie istnieje ryzyko zapalenia atmosfery, co dało zielone światło do przeprowadzenia testów, a potem zrzucenia bomb na japońskie miasta.
W latach 1946–1976 pracował w Bell Telephone Laboratories, gdzie współpracował z Claude'em Shannonem. 23 lipca 1976 przeszedł do Naval Postgraduate School, gdzie pracował aż do emerytury, w 1997 r.
Był też twórcą i prezesem Association for Computing Machinery. W 1968 otrzymał Nagrodę Turinga. Był członkiem IEEE, która nadaje doroczny medal Hamminga za wybitny wkład w dziedzinie nauk komputerowych i techniki.

## Prace
- Numerical Methods for Scientists and Engineers, McGraw-Hill, 1962; second edition 1973.
- Calculus and the Computer Revolution, Houghton-Mifflin, 1968.
- Introduction To Applied Numerical Analysis, McGraw-Hill, 1971.
- Computers and Society, McGraw-Hill, 1972.
- Digital Filters, Prentice-Hall, 1977; second edition 1983; third edition 1989. ISBN 0-486-65088-X
- Coding and Information Theory, Prentice-Hall 1980; second edition 1986.
- Methods of Mathematics Applied to Calculus, Probability, and Statistics, Prentice-Hall, 1985.
- The Art of Probability for Scientists and Engineers, Addison-Wesley, 1991.
- Art of Doing Science and Engineering: Learning to Learn, Gordon and Breach, 1997.